# Skookumchuck Narrows Park
Skookumchuck Narrows Park är en park i Kanada.   Den ligger i Sunshine Coast Regional District och provinsen British Columbia, i den sydvästra delen av landet, 3 600 km väster om huvudstaden Ottawa. Skookumchuck Narrows Park ligger 89 meter över havet. Den ligger vid sjön Brown Lake.
Terrängen runt Skookumchuck Narrows Park är bergig åt sydost, men åt nordväst är den kuperad. Runt Skookumchuck Narrows Park är det mycket glesbefolkat, med 3 invånare per kvadratkilometer.. 